# 2. Klavierkonzert (Chopin)
Das 2. Klavierkonzert f-Moll op. 21 ist ein Klavierkonzert von Frédéric Chopin. Es entstand vor dem als 1. Klavierkonzert e-Moll bezeichneten Werk.
| 2. Klavierkonzert, Opus 21, 1.–3. Satz, Seattle Symphony Orchestra; Nico Snel |
| ----------------------------------------------------------------------------- |
|                                                                               |
|                                                                               |
|                                                                               |

## Entstehung
Das zweite Klavierkonzert entstand zwischen 1829 und 1830. Der Komponist war bei der Fertigstellung erst 19 Jahre alt. Die heute gebräuchliche Opuszahl 21 wurde dem Werk lange nach der Veröffentlichung gegeben. Chopins sogenanntes 1. Klavierkonzert e-Moll op. 11 entstand trotz der niedrigeren Opuszahl nach diesem f-Moll-Konzert. Chopin komponierte das Konzert unter dem Eindruck seiner ersten großen Liebe zur Gesangsstudentin Konstancja Gladkowska oder zu Tytus Woyciechowski. Nach Fertigstellung widmete er das Konzert jedoch Delfina Potocka. Das Konzert gehört zu den brillanten und Virtuosität erfordernden Konzerten der Romantik.

## Zur Musik

### 1. Satz: Maestoso
In beiden Konzerten Chopins steht ein großes Maestoso am Beginn. Der Satz in Sonatenform hat eine Aufführungsdauer von etwa 14 Minuten. Die Violinen beginnen das lyrische und wehmütige primäre Thema des ersten Satzes. Dieses rhythmisch einfallsreiche Thema ist eine der populärsten Eingebungen des polnischen Meisters. Das in pianissimo vorgestellte Hauptthema bekommt schnell ein sehr differentes, ausdrucksstarkes Gegenthema zur Seite gestellt. Dieses zweite Thema wiederum wird später in der Reprise bevorzugt. Das Klavier führt sich mit einem Lauf von Oktavskalen ein, bevor es beide Themen vorträgt. Schnell steigert sich der Satz zu einigen forte-Stellen, und der Pianist erhält Gelegenheit, seine Virtuosität darzubieten. In der Durchführung werden beide Themen nicht nur bearbeitet, sondern auch vergrößert. Romantisch-lyrische Stellen wechseln mit freudigen und virtuosen Gedanken. Schillernde Passagen, kunstvolle Ornamente und formschöne Figurationen kennzeichnen den ersten Satz. Chopin wendet die für ihn typische Polymelodik an. Hierbei werden mehrere melodische Linien gleichzeitig verfolgt, ohne den Charakter von Polyphonie zu tragen. Nach einer recht kurzen Reprise folgt der Schlussteil. Hier fehlt eine ausgeprägte Kadenz. Vielmehr konzertieren Orchester und Klavier bis zum durch zwei Orchesterakkorde markierten energischen Ende des ersten Satzes.

### 2. Satz: Larghetto
Der lyrische zweite Satz in As-Dur stellt einen der poetischsten Sätze Chopins dar. Der Musikwissenschaftler Arnold Schering verwendete für diesen Satz den Superlativ des „inbrünstigsten Liebesergusses, den die Musikliteratur kennt“. Die ausgedrückten Gefühle scheinen gleichsam aus der Seele zu fließen und werden durch eine slawische Intonation eingeführt. Der Satz steht in einer Art freier Liedform. Es scheint der Gesang des Herzens zu sein, den Chopin hier so lyrisch, poetisch und einfühlsam beschreibt. Chopin entwickelt in diesem Satz die Harmonik des Klavieres weiter. Ungekannte Dissonanzen sprengen den Rahmen der zu Chopins Zeit üblichen harmonischen Gepflogenheiten. Chopin erzielt in diesem Satz eine völlig neue, bisher unbekannte Klangwirkung. Die großangelegten Figurationen des Klaviers, geschmückt mit Triolen und Trillern, schnellen Zweiunddreißigstelläufen und dynamischen Veränderungen, umspielen das vom Orchester vorgetragene Liedthema. Unterbrochen wird dieser „Lauf der Liebe“ durch einen düsteren, harmonisch interessanten Einwurf des Orchesters, den das Klavier in der Art eines Echos erwidert. Es folgt eine kurze Suche nach der alten Harmonie, welche wieder aufgenommen wird. Nach einem weiteren Vortrag des poetischen Themas verklingt der einzigartige und ergreifende Satz. Dieses Larghetto stellt den künstlerischen Höhepunkt des Konzertes dar.

### 3. Satz: Allegro vivace
Das Finale des Konzertes ist ein Rondo in der Grundtonart f-Moll über einen polnischen Tanz. Dieser Krakowiak erscheint im Dreivierteltakt und ist ebenfalls von lyrischem Charakter. Das Tempo des Tanzes ist recht schnell und wird in einzelnen Teilen des Krakowiaks (Mazur und Oberek) feurig gesteigert. Das Rondo wird dadurch zum als Ritornell wiederkehrenden Tanzthema. Diesem werden abwechselnd lyrische Solostellen und Mazurken-Teile gegenübergestellt. Eine ausdrucksstarke Coda beendet den Satz. Chopin behandelt die Form des Rondos in diesem Satz sehr frei und vermischt sie mit der Form des Allegros. So entsteht ein feuriger, träumerischer, phantasievoller und lebensfroher Tanz. Der Satz gilt als romantische Verwirklichung des polnischen Volkstanzes.

## Wirkung
Im März des Jahres 1830 fand im Elternhaus Chopins mit einem kleinen Orchester vor der offiziellen Uraufführung eine private Aufführung statt. Einem Pressevertreter der polnischen Hauptstadt Warschau gelang es, dieser internen Premiere beizuwohnen. Am folgenden Tag stand ein lobender Artikel in der Zeitung – über ein Werk, welches offiziell noch niemals aufgeführt worden war. Die Presse zeigte sich jedoch begeistert über dieses neue Werk: „Er ist der Paganini des Klavieres“ und „Der junge Szope übertrifft alle Pianisten“ sind Auszüge der Zeitungsmeldungen.
Die Uraufführung erfolgte am 17. März 1830, bei welcher wegen obiger Anekdote das öffentliche Interesse riesig war. Das Werk wurde bei dieser Aufführung im Warschauer Nationaltheater begeistert vom Publikum aufgenommen.
Mit diesem Klavierkonzert gelang es Chopin, völlig neue harmonische Formen zu etablieren. Die Klangwirkung wurde, speziell im zweiten Satz, erweitert. Chopin schuf hier ein typisch romantisches Klavierkonzert, welches dem Typus des Virtuosenkonzertes zugerechnet werden kann. Der Solist hat einen sehr virtuosen und frei gestalteten Solopart zu bewältigen. Das Soloinstrument ist nicht mehr streng an die Themenentwicklung gebunden, sondern bringt auch völlig selbständige Aspekte ein.
Das zweite Klavierkonzert Chopins erfreut sich heute nach wie vor einer großen Beliebtheit und gehört zum Repertoire vieler bedeutender Pianisten. Es wird in Konzertsälen auf der ganzen Welt gespielt.

## Orchestrierung
Bei der Instrumentierung der Klavierkonzerte halfen Chopin, wie angenommen wird, seine Freunde Ignacy Feliks Dobrzyński (1807–1867) und Tomasz Napoleon Nidecki (1807–1852), Klavierschüler von Prof. Elsner. Diese Tatsache wurde zur Grundlage und Rechtfertigung von kleinen Änderungen, die von anderen Musikern vorgenommen wurden. Alfred Cortot fertigte eine dieser Versionen an und machte 1935 eine Aufnahme davon mit dem Dirigenten John Barbirolli. Pianist Ingolf Wunder spielte Alfred Cortots Orchestrierung mit eigenen Ergänzungen im Jahr 2015 ein.